# Bryocamptus arcticus
Bryocamptus arcticus är en kräftdjursart som först beskrevs av Wilhelm Lilljeborg 1902.  Bryocamptus arcticus ingår i släktet Bryocamptus och familjen Canthocamptidae. Inga underarter finns listade i Catalogue of Life.